# Il est de retour
Pour l'adaptation cinématographique, voir Il est de retour.
Il est de retour (Er ist wieder da, prononcé : [ɛʁ ʔɪst ˈviːdɐ daː]) est un bestseller satirique allemand de Timur Vermes mettant en scène Adolf Hitler en 2011.

## Résumé
Le roman est une narration entreprise par Hitler lui-même de ses déboires et de ses succès à l'heure actuelle. Le comique repose d'abord sur l'anachronisme des réactions d'Hitler et sur ses réactions souvent paradoxales face à ceux qui l'adulent ou le haïssent aujourd'hui (critique du NPD, admiration pour le mouvement écologique, etc.). Sa verve et ses capacités de répartie sont pour une grande part dans son succès. 
Le 30 août 2011, Adolf Hitler se réveille dans un terrain vague à Berlin sans aucun souvenir de ce qui s'est passé depuis fin avril 1945. Sans abri et sans ressources, il interprète tout ce qu'il voit en 2011 avec un regard « nazi » (ainsi, il suppose que les Turcs d'Allemagne indiquent que Karl Dönitz a persuadé les Turcs de rejoindre les forces de l'Axe, de même il pense que l'origine du nom Wikipedia provient de Wikinger) — et bien que tout le monde le reconnaisse, personne ne croit qu'il est vraiment Adolf Hitler. À la place, ils pensent que c'est un comédien, ou un acteur de méthode. Dès lors, les vidéos de ses coups de gueule télévisuels deviennent d'énormes succès sur YouTube, obtenant ainsi le statut de célébrité moderne en tant qu'interprète.

## Publication
Le livre a été publié au prix de 19,33 euros en référence à l'année d'arrivée au pouvoir d'Hitler. En mars 2014, le livre s'est vendu à 1,4 million d'exemplaires en Allemagne. En janvier 2013, le livre était traduit en dix-sept langues,. 
Une traduction en français de Pierre Deshusses, Il est de retour, a été publiée en mai 2014 chez Belfond.
La version audiobook originale est lue par l'acteur Christoph Maria Herbst (en) et en mai 2014, 520 000 copies en avait été vendues,. En 2013 les droits cinématographiques ont déjà été vendus.

## Critiques
Dans le Jewish Daily Forward, Gavriel Rosenfeld décrit le roman comme une « comédie bouffonne », mais avec ce qui est finalement un « message moral ». Cependant, tout en reconnaissant que le portrait d'Hitler que fait Vermes, le montrant comme un humain plutôt qu'un monstre, a pour but de mieux expliquer l'acceptation du nazisme par l'Allemagne. Rosenfeld affirme également que le roman risque de « glorifier ce qu'il veut condamner ».
Dans Süddeutsche Zeitung, Cornelia Fiedler avance que le succès du livre est peut-être moins dû à sa qualité et à ses mérites littéraires qu'au fait que le protagoniste est Adolf Hitler, et affirme qu'en se concentrant sur Hitler, « comme un personnage comique ou comme l'incarnation du mal », on risque d'occulter les faits historiques. Finalement, Fiedler décrit l'hypothèse de Vermes — que les lecteurs acceptent qu'Hitler mérite de la moquerie — comme « étonnamment naïve,. »
Dans The Sydney Morning Herald, le critique Jason Steger (en) interviewe Timur Vermes, qui pense que la manière dont Hitler est vu de nos jours « n'a pas trop de rapport avec la réalité ».  « La plupart des gens pensent que s'ils avaient vécu à l'époque, ils ne lui auraient jamais trouvé quelque chose d'attrayant. »

## Adaptation au cinéma
Le film Il est de retour, réalisé par David Wnendt, adapté du roman, sort en octobre 2015 en Allemagne.